# 地中海 (海洋学)

代表的な地中海であるセレベス海

海洋学における地中海（ちちゅうかい、英語: mediterranean sea、フランス語: mer méditerranéenne、イタリア語: Mare mediterraneo）とは、陸地に囲まれて外の海域と深層水のやり取りがほとんど無い海のことである。地中海の海水循環の原動力は、大洋と異なり、風ではなく海水の塩濃度差と温度差である。
地中海には濃縮型と希釈型がある。濃縮地中海では海面での蒸発によって塩分が高まり、表面の高塩分の海水が比重の違いによって沈み込むので、海水の上下循環がある。地中海の入口では、上層から低塩分・低比重の外洋の海水が流入し、下層から高塩分・高比重の地中海の海水が流出する。
希釈地中海では淡水の流入によって塩分が低まり、入口の上層から低塩分・低比重の地中海の海水が流出し、下層から高塩分・高比重の外洋の海水が流入する。海水の上下循環が無いため、深い部分では酸素が不足して酸素呼吸生物が存在しない場合がある。

## 世界の地中海

### 大西洋の地中海
ヨーロッパ地中海
（いわゆる地中海のこと。アドリア海・黒海・マルマラ海・アゾフ海を含む）
全体は濃縮地中海（下記参照）
北極海
（北極地中海ともいう）
希釈地中海
アメリカ地中海
（カリブ海とメキシコ湾からなる海域）
希釈地中海
バフィン湾希釈地中海
バルト海希釈地中海

### インド洋の地中海
ペルシャ湾濃縮地中海
紅海濃縮地中海

### インド・太平洋の地中海
濠亜地中海
（豪亜地中海、アジア・オーストラリア地中海）
スンダ列島とフィリピン諸島の間の海域
乾燥地帯に位置するペルシャ湾と紅海は蒸発が多いため、濃縮地中海である。
ヨーロッパ地中海も全体としては濃縮地中海だが、黒海はドナウ川とドニエプル川のため、アゾフ海はドン川とクバン川のため、アドリア海はポー川のため、淡水の流入が蒸発を上回り、部分的に希釈地中海となっている。これら以外はすべて、濃縮地中海である。
ハドソン湾は浅すぎるため、海洋学上は地中海ではなく巨大な入り江に近い。日本海は入口が浅く中央が十分深いので、地形的には地中海となり得るが、東シナ海から来る強力な対馬海流が独自の海水循環を持つのを妨げている。